# Graphidivalva genitalis
Graphidivalva genitalis är en fjärilsart som beskrevs av Edward Meyrick 1913. Graphidivalva genitalis ingår i släktet Graphidivalva och familjen äkta malar. Inga underarter finns listade i Catalogue of Life.